# Caesalpinia insolita
Caesalpinia insolita là một loài thực vật có hoa trong họ Đậu. Loài này được (Harms) Brenan & J.B.Gillett miêu tả khoa học đầu tiên.